# 奥列娜·科斯捷维奇
奥列娜·德米特里芙娜·科斯捷维奇（羅馬化：Olena Dmytrivna Kostevych；1985年4月14日—），乌克兰射击运动员，主攻手枪项目，曾就读于切尔尼希夫国立科技大学。科斯捷维奇的母亲是经济学哲学博士，父亲是一名工程师。科斯捷维奇童年时期曾接触过体操和网球，11岁时开始练习射击。